# Daniel C. Maguire
Daniel C. Maguire ist ein US-amerikanischer römisch-katholischer Theologe.

## Leben
Maguire studierte römisch-katholische Theologie. Er unterrichtete als Hochschullehrer römisch-katholische Theologie an der University of Notre Dame und später an der Marquette University. 1984 unterzeichnete er die Kampagne A Catholic Statement on Pluralism and Abortion, die in der Zeitung New York Times erschien. Er ist seit 1994 Präsident der Organisation The Religious Consultation on Population, Reproductive Health and Ethics. Als Autor von über 10 Büchern und Theologe trat er in verschiedenen US-amerikanischen Fernseh- und Radiosendungen als Gast auf.

## Werke (Auswahl)
- Moral Absolutes and the Magisterium, Corpus Books, 1970
- Death By Choice, Doubleday, 1974: zweite Auflage 1975, Schocken Books
- The Moral Choice, Doubleday, 1978
- A New American Justice: Ending the White Male Monopolies, 1980
- The New Subversives: Anti-Americanism of the Religious Right, 1982
- The Moral Revolution, 1986
- On Moral Grounds: The Art/Science of Ethics, (gemeinschaftlich mit Nicholas Fargnoli), 1991
- The Moral Core of Judaism and Christianity, 1993
- Ethics for a Small Planet (gemeinschaftlich mit Larry Rasmussen), 1998
- Sacred Energies: When the World=s Religions Sit Down to Talk about the Future of Human Life and the Plight of This Planet, 2000
- Visions of a New Earth: Religious Perspectives on Population, Consumption, and Ecology, (gemeinschaftlich mit Harold Coward), 2000
- Sacred Rights: The Case for Contraception and Abortion in World Religions, Oxford University Press, 2003
- What Men Owe to Women: Men=s Voices from World Religions, (gemeinschaftlich mit John Raines), State University of New York Press, 2000
- Whose Church? A Concise Guide to Progressive Catholicism The New Press, 2008